# جون پارک (فلوریدا)
جون پارک (به انگلیسی: June Park) یک منطقهٔ مسکونی در ایالات متحده آمریکا است که در شهرستان بروارد (فلوریدا) واقع شده‌است. جون پارک ۸٫۸ کیلومتر مربع مساحت و ۴٬۰۹۴ نفر جمعیت دارد و ۸ متر بالاتر از سطح دریا قرار دارد.